# Neuracanthus argyrophyllus
Neuracanthus argyrophyllus är en akantusväxtart som beskrevs av Emilio Chiovenda. Neuracanthus argyrophyllus ingår i släktet Neuracanthus och familjen akantusväxter. Inga underarter finns listade i Catalogue of Life.